# The Dream of the Blue Turtles
The Dream of the Blue Turtles je první sólové album anglického rockového hudebníka Stinga. Bylo vydáno 1. června 1985, rok po neoficiálním rozpadu The Police. Bylo nominováno na Grammy Award ve čtyřech kategoriích.

## Seznam skladeb
Autorem všech skladeb je Sting, pokud není uvedeno jinak.
| Strana 1 | Strana 1                           | Strana 1 |
| Pořadí   | Název                              | Délka    |
| -------- | ---------------------------------- | -------- |
| 1.       | If You Love Somebody Set Them Free | 4:14     |
| 2.       | Love Is the Seventh Wave           | 3:30     |
| 3.       | Russians (Prokofjev, Sting)        | 3:57     |
| 4.       | Children's Crusade                 | 5:00     |
| 5.       | Shadows in the Rain                | 4:56     |

| Strana 2 | Strana 2                      | Strana 2 |
| Pořadí   | Název                         | Délka    |
| -------- | ----------------------------- | -------- |
| 6.       | We Work the Black Seam        | 5:40     |
| 7.       | Consider Me Gone              | 4:21     |
| 8.       | The Dream of the Blue Turtles | 1:15     |
| 9.       | Moon over Bourbon Street      | 3:59     |
| 10.      | Fortress Around Your Heart    | 4:39     |

## Obsazení
- Sting – hlavní vokály, kytara, kontrabas v „Moon over Bourbon Street“
- Omar Hakim – bicí
- Darryl Jones – baskytara
- Kenny Kirkland – klávesy
- Branford Marsalis – saxofon, perkuse
- Dollette McDonald – doprovodné vokály
- Janice Pendarvis – doprovodné vokály

### Další hudebníci
- Pete Smith – další doprovodné vokály
- Danny Quatrochi – další doprovodné vokály, synclavier
- Elliot Jones – další doprovodné vokály
- Jane Alexander – další doprovodné vokály
- Vic Garbarini – další doprovodné vokály
- The Nannies Chorus – další doprovodné vokály
- Rosemary Purt – další doprovodné vokály
- Stephanie Crewdson – další doprovodné vokály
- Joe Sumner – další doprovodné vokály
- Kate Sumner – další doprovodné vokály
- Michael Sumner – další doprovodné vokály
- Pamela Quinlan – další doprovodné vokály
- Eddy Grant – konga v „Consider Me Gone“
- Frank Opolko – pozoun v „Love Is the Seventh Wave“
- Robert Ashworth – další kytara